# 特溫海灘 (印第安納州)
特溫海灘（英語：Twin Beach）是位於美國印地安納州克萊縣的一個非建制地區。該地的面積和人口皆未知。

## 地理
特溫海灘的座標為39°31′05″N 87°12′18″W / 39.51806°N 87.20500°W，而該地的平均海拔高度為187米（即614英尺）。